# Danielle Goyette
Danielle Goyette (30 gennaio 1966) è un'ex hockeista su ghiaccio canadese.
Ha vinto tre medaglie olimpiche nell'hockey su ghiaccio con la nazionale femminile canadese. In particolare ha vinto la medaglia d'oro alle Olimpiadi invernali di Salt Lake City 2002, la medaglia d'oro alle Olimpiadi invernali di Torino 2006 e la medaglia d'argento alle Olimpiadi invernali di Nagano 1998.
Nelle sue partecipazioni ai campionati mondiali ha vinto ben otto medaglie d'oro (1992, 1994, 1997, 1999, 2000, 2001, 2004 e 2007) e una medaglia d'argento (2005).